# (501) Urhixidur
(501) Urhixidur ist ein Asteroid des Hauptgürtels, der am 19. Januar 1903 von Max Wolf entdeckt wurde.
Der Asteroid wurde nach einer Figur aus dem Roman Auch Einer von Friedrich Theodor Vischer benannt.